# Tehnična keramika
Tehnična keramika se je pojavila okoli leta 1950 za potrebe takratne moderne industrije, najprej v elektrotehniki, včasih jo imenujejo tudi inženirska keramika. Mnogi običajni keramični materiali so trdi, porozni in lomljivi, zato v tehnične namene pri posebnih pogojih delovanja neuporabni. Inženirji, tehniki, raziskovalci keramike so študirali in preiskušali raznovrstne keramike da bi jih naredili uporabne tudi za določene ekstremne pogoje delovanja. Inženirska keramika-(Ceramic engineering) je razvila nove, uporabne vrste keramike, ki so se razvile do današnje tehnične keramike. Danes so razvite tri vrste tehničnih keramičnih materialov in sicer:
- Oksidne keramike z aluminijem in cirkonom,
- Neoksidne keramike z boridi, karbidi, nitrati, silikati,
- Kompozitna keramika s kombinacijo oksidnih in neoksidnih keramik.

## Uporaba tehnične keramike v vsakdanjem življenju
Materiali tehnične keramike se danes uporabljajo na mnogih področjih modernega živjenja, njena uporaba pa vsako leto narašča. Največja področja njene uporabe so:
- Avtomobilizem-(industrija),
- Letalstvo-(industrija),
- Vesoljska tehnika,
- Elektronska industrija,
- Elektro energetika,
- Superprevodniki,
- Optika- Fotonika,
- Metalurgija,
- Medicina,...

## Najpogosteje uporabljene vrste tehnične keramike
- feriti- v elektrotehniki,
- sialous- silikon- aluminijev- oksinitrid,
- sintrana keramika- prašni delci stisnjeni z visokim pritiskom.

## Proizvajaci tehnične keramike v Sloveniji
Slovenija ima/je imela/ nekaj dobrih proizvajalcev tehnične keramike, kot so:
- Hidria AET- tehnična oksidna keramika, Tolmin
- Iskra-Feriti,
- Swaty- Tovarna brusov, Maribor,
- Comet- Tovarna brusov in rezil, Zreče,
- Elektrokeramika-ETI, Izlake,
- Orodna jekla, Ravne.

Tehnična keramika je v 21. stoletju ena izmed najbolj propulzivnih in dobičkonosnih področij moderne industrije.
Keramični materiali lahko uporabljajo ionsko ali kovalentno povezavo, tako dobijo lahko kristalinsko ali amorfno strukturo.